# جيمس فين جارنر
جيمس فين جارنر (بالإنجليزية: James Finn Garner)‏ هو كاتب أمريكي، ولد في 1960.